# ایرن باودر پیکاک
 ایرن باودر پیکاک (انگلیسی: Irene Bowder Peacock؛ ۲۷ ژوئیهٔ ۱۸۹۲ – ۱۳ ژوئن ۱۹۷۸) یک تنیس‌باز اهل آفریقای جنوبی بود.